# Döhrener Turm

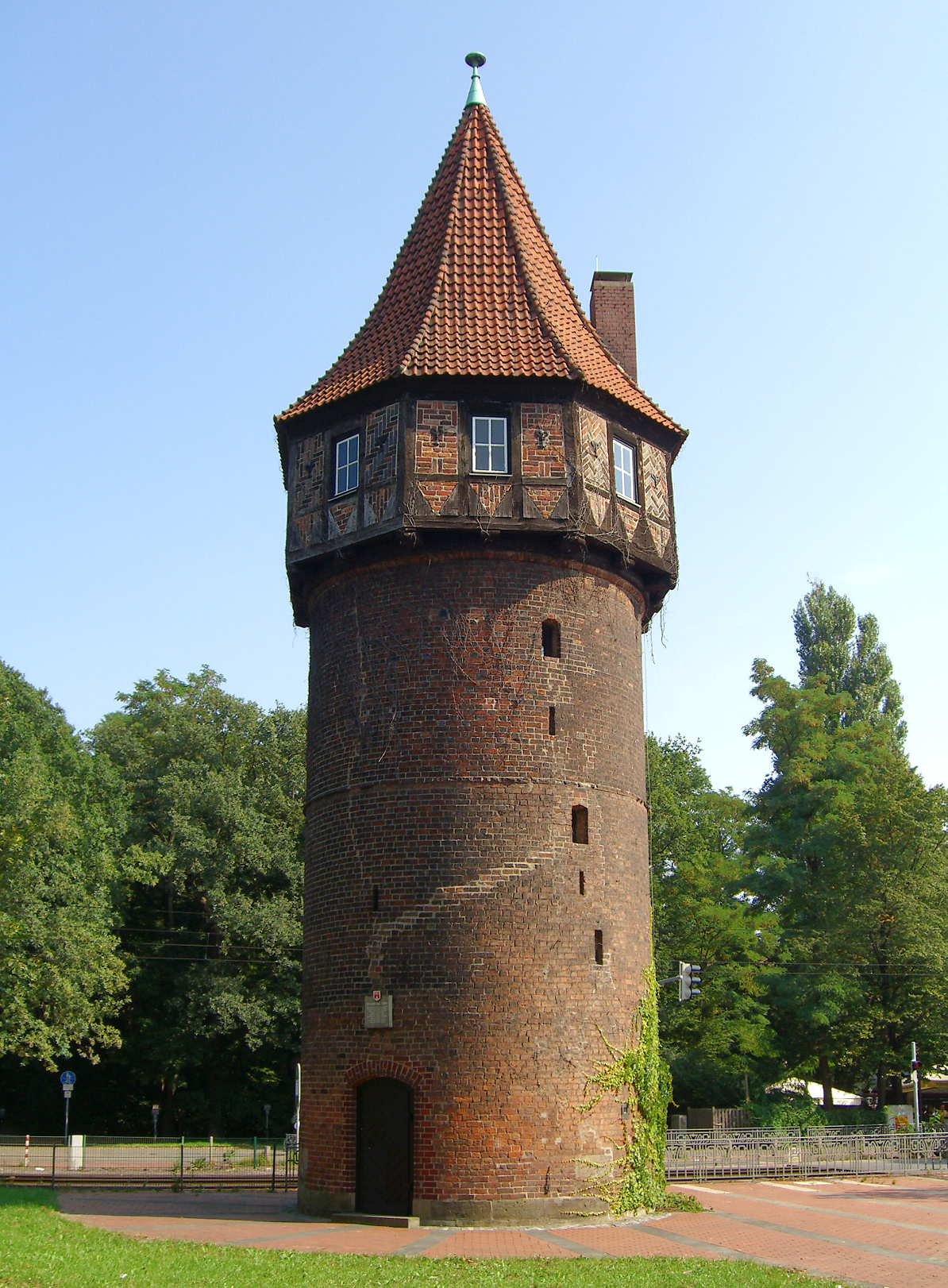
Döhrener Turm

Der Döhrener Turm (Ausspracheⓘ) ist ein spätmittelalterlicher Wartturm der Stadt Hannover aus dem 14. Jahrhundert, der Teil der Hannoverschen Landwehr war.

## Lage
Am Döhrener Turm führt die Hildesheimer Straße als vierspurige Ausfallstraße aus dem Stadtzentrum von Hannover vorbei. Der Turm steht auf einer Mittelinsel, auf der sich auch die gleichnamige Station der Stadtbahn befindet. Das Bauwerk befindet sich seit jeher nicht im Stadtteil Döhren, sondern in der Südstadt.

## Geschichte

### Mittelalter

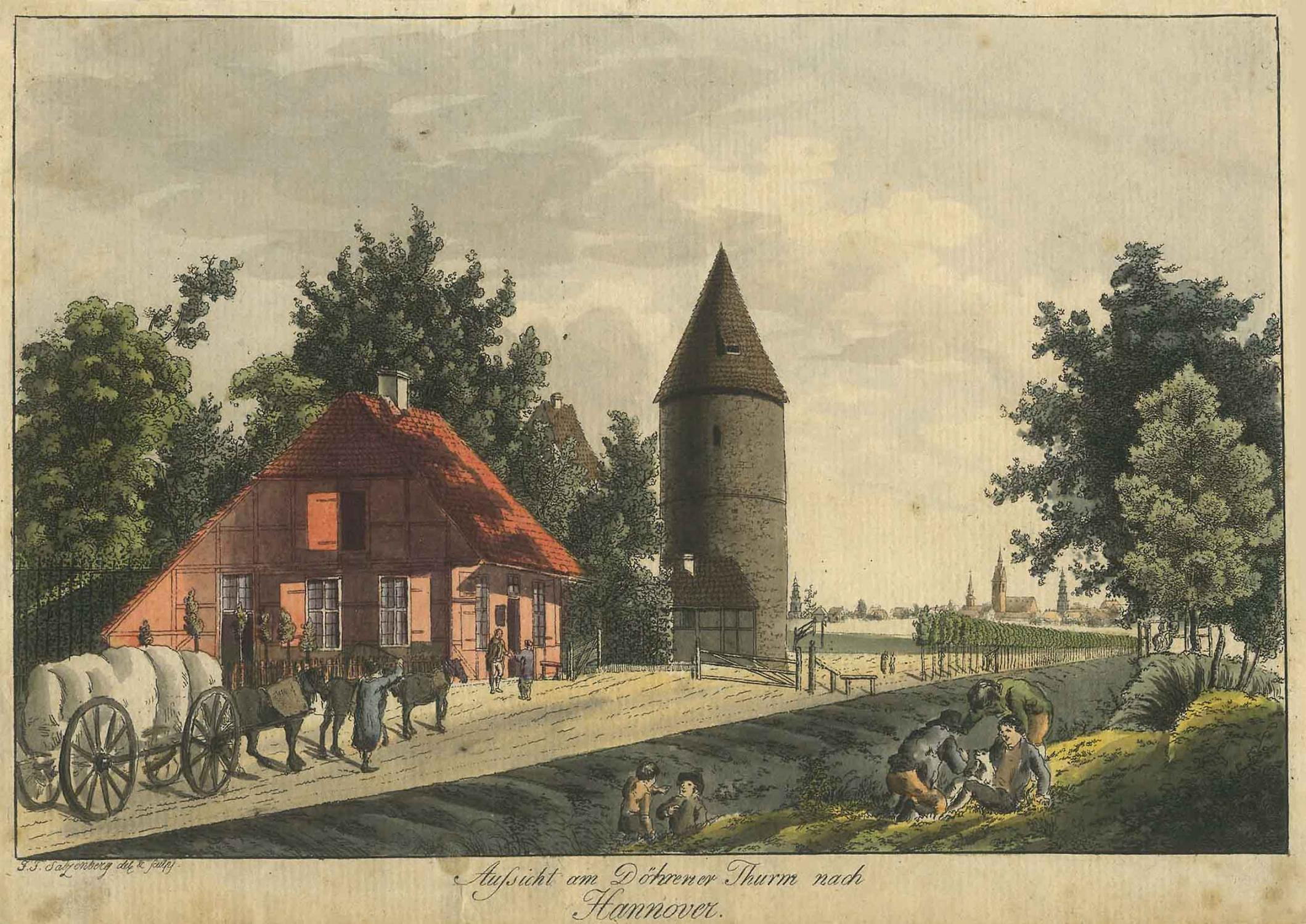
Um 1810: Der Döhrener Turm mit einem Schlagbaum zur Entrichtung des Wegezolls; die Bäume rechts und links im Bild stehen auf der Landwehr, die das Weichbild Hannovers von dem damaligen Dorf Döhren schied;
kolorierter Kupferstich von Julius Franz Salzenberg

Der Döhrener Turm wurde 1382 südlich von Hannover als Teil der Hannoverschen Landwehr mit circa 17.000 Mauer- und Dachsteinen errichtet. Er entstand mit drei Geschossen, die einen Innendurchmesser von rund 4 m aufweisen. In die etwa 1,3 m starken Wände wurden Schießscharten eingelassen.
Der Turm lag für die damaligen Reiseverhältnisse eine halbe Wegstunde von der Hannoverschen Stadtmauer entfernt. Die vorbeiführende wichtige Handelsstraße führte nach Hildesheim. Südlich des Turms begann das Gebiet des Kleinen Freien als Teil des Großen Freien.
Wie die weiteren Warttürme und Warthäuser des Landwehrsystems diente auch dieses Bauwerk seit dem Mittelalter mehreren Zwecken. Der Turm war lange Zeit Teil der militärischen Vorfeldverteidigung der Stadt, Grenz- und Zollstation mit Schlagbaum und Wirtshaus, auch zur Abwehr von „streunendem Gesindel“ und Posten zur Überwachung des Holzdiebstahls aus der Eilenriede.

### Überfall auf Hannover und Heldensage
1486 verzögerte die Turmbesatzung mit Feuerwaffen einen Überfall des Welfenherzogs Heinrich von Wolfenbüttel auf Hannover. Die Angreifer errichteten Scheiterhaufen, brannten den Turm nieder und töteten mehrere Männer der Turmbesatzung. 1488 wurde der Turm auf dem Grundriss des alten Turms neu errichtet, was durch die Inschrift eines eingemauerten Steins bezeugt wird. Die Verteidigung der Stadt durch die Turmbesatzung führte zu einer Stadtsage über „Hannovers Spartaner“. Sie drückt sich möglicherweise auch im Siebenmännerstein an der Aegidienkirche aus. Ob tatsächlich ein Zusammenhang besteht, wird jedoch bezweifelt, da auf dem Stein das Jahr 1480 genannt wird.

### Seit dem 17. Jahrhundert

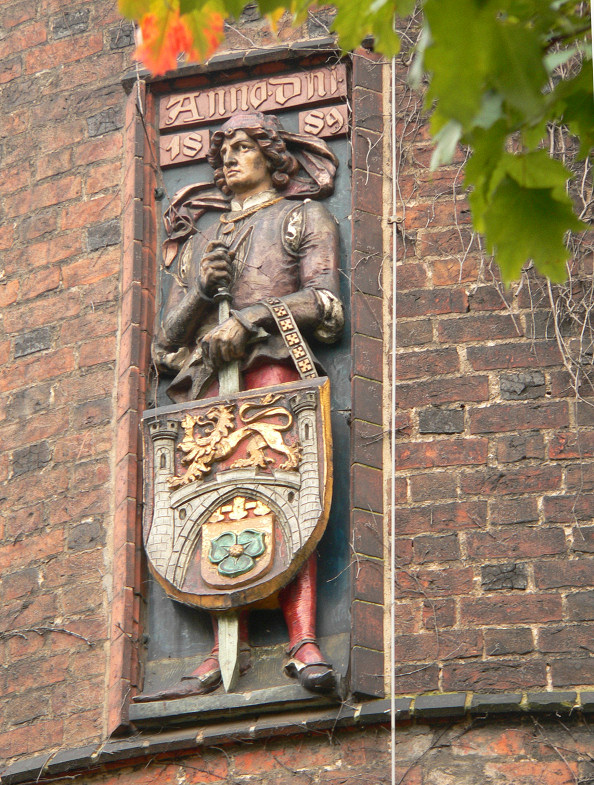
Halbplastik am Turm von der Restaurierung 1888

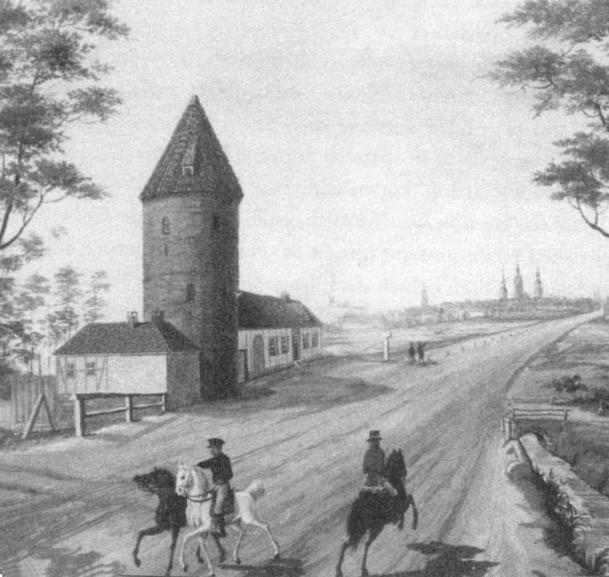
Darstellung von 1820 mit Blick auf Hannover

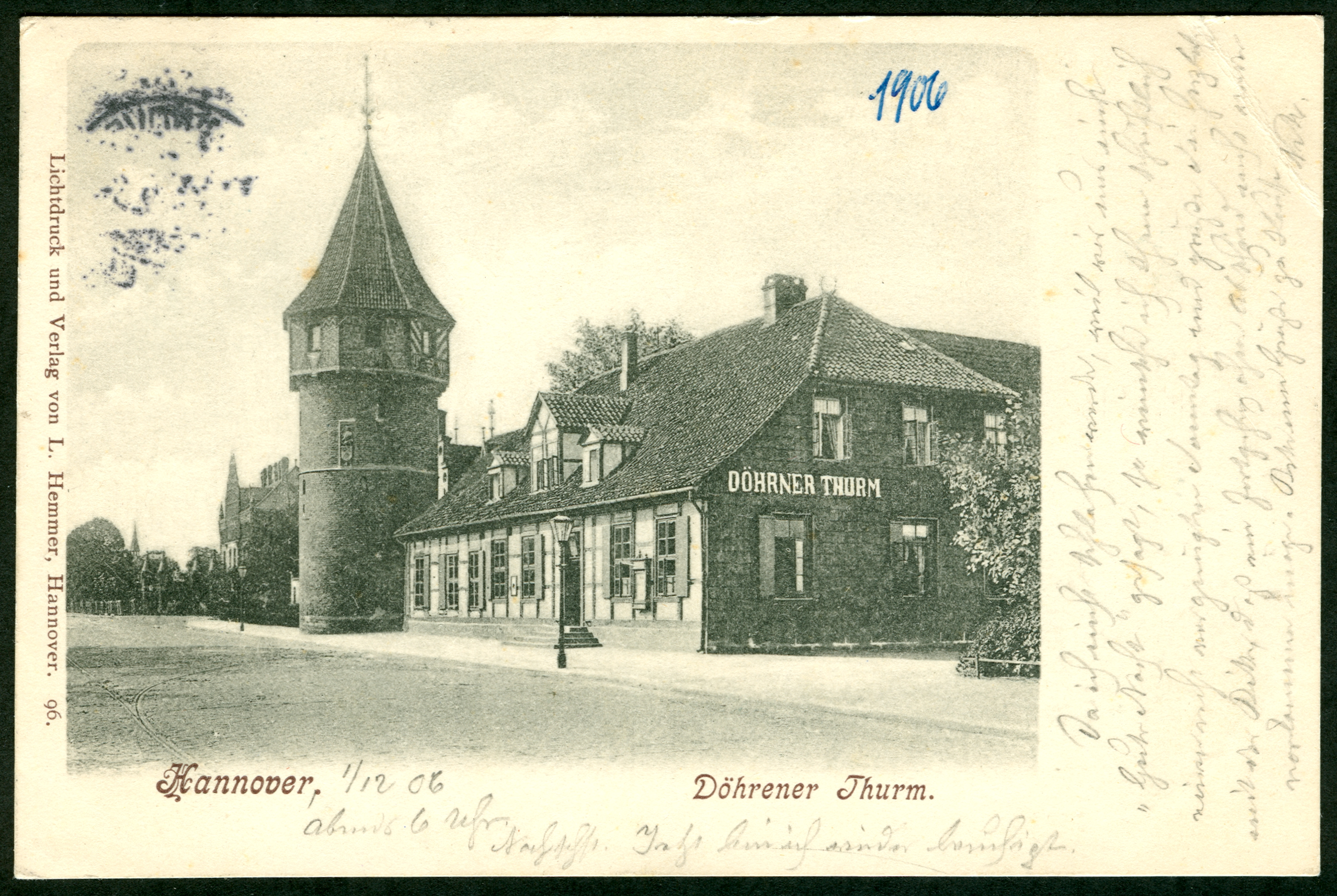
Turm und Gaststätte „Döhrner Thurm“; Ansichtskarte Nr. 96 von Ludwig Hemmer, um 1900

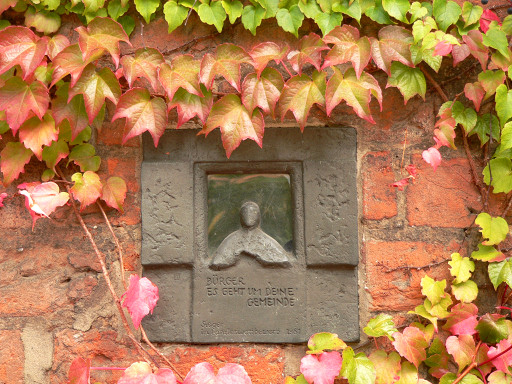
Detail am Turm

Nach dem Dreißigjährigen Krieg verlor der Turm seine militärische Bedeutung. Bis um 1650 war der Turm mit einem Turmwächter besetzt, der Ausschau hielt. Danach diente er nur noch als Zollstation. Ende des 16. Jahrhunderts wurde bereits eine Schänke im Wohngebäude am Turm eingerichtet.
Der 1767 geborene Sergeant und Freimaurer Georg Reinecke arbeitete nach seiner Pensionierung im 19. Jahrhundert als Chausseegeld-Einnehmer am Döhrener Turm.
Später entwickelte sich dort eine Waldwirtschaft, die hannoversche Bürger bei Ausflügen aufsuchten, insbesondere für Sonntagsausflüge, nachdem die Pferdebahn von der Stadt bis zum Turm führte.
Ab 1888 erfolgte eine Sanierung des Turms. Dabei wurde auf die drei Geschosse ein achteckiges Fachwerkgeschoss mit Spitzdach aufgesetzt. An der Nordseite wurde ein Reliefbild eines Knappen mit städtischem Wappen angebracht. In dieser Zeit befanden sich noch Wohngebäude und Stallungen am Turm, die um 1930 abgerissen wurden. Ab 1890 führte am Turm die Straßenbahnlinie von Hannover nach Laatzen vorbei. Um die Jahrhundertwende entstand in der Nähe des Turms Wohnbebauung mit neuen Straßen. Bei der Eingemeindung von Döhren und Wülfel nach Hannover 1907 wurden die Grenzsteine nahe dem Turm weiter stadtauswärts verlagert.
Die Luftangriffe auf Hannover während des Zweiten Weltkriegs schädigten die Bausubstanz des Döhrener Turms. Obwohl nicht direkt von Bomben getroffen, gab es Risse in den Deckengewölben, und auch das Dach war abgedeckt worden. Wegen der Aufbauarbeiten an den Wohnbauten in ganz Hannover nach dem Krieg wurden Schäden des Turms nur notdürftig ausgebessert. 1975 wurde der Döhrener Turm von der Stadt Hannover mit Hilfe der Spende einer Bürgerin grundlegend restauriert. Dabei entstanden ein Kaminzimmer und der repräsentative Ausbau des oberen Holzgeschosses. Die Spenderin erhielt einen langfristigen Pachtvertrag zum Betrieb des Turms, wie Besichtigungen durch Schulklassen, Seminare und für Kleingruppen. 1982 wurde die 600-Jahr-Feier des Turms begangen, die mit der Eröffnung der vorbeiführenden Stadtbahnlinie zusammengelegt wurde. Dadurch beteiligten sich bis zu 100.000 Besucher an den Feierlichkeiten.
2008 lobte der Heimatbund Niedersachsen gemeinsam mit der Landeshauptstadt Hannover den Cord-Borgentrick-Preis aus und setzte dafür nahe dem Döhrener Turm den Cord Borgentrick-Stein. Erste Preisträgerin war (posthum) Christel Wiedemann (1933–2008), die sich in den 1970ern für den Erhalt des Turmes engagiert hatte. 2009 erfolgte in den Turmräumen eine erneute Renovierung mit der Erneuerung der Heizungsanlage sowie der Elektrik- und Sanitäranlagen.

## Besonderheiten
Über den Turm führt die nächtliche Flugroute der Wasserfledermaus von der Eilenriede zum Maschsee. Wegen des Winterschlafs der Wasserfledermaus wird der Döhrener Turm nur im Winterhalbjahr vom 15. Oktober bis zum 1. März nachts beleuchtet.